# Bożena Rejak
Bożena Rejak – polska językoznawczyni, dr hab. nauk humanistycznych, profesor nadzwyczajny Instytutu Bibliotekoznawstwa i Informacji Naukowej, oraz Instytutu Filologii Polskiej Wydziału Humanistycznego Uniwersytetu Marii Curie-Skłodowskiej w Lublinie.

## Życiorys
Obroniła pracę doktorską, 24 kwietnia 1995 habilitowała się na podstawie oceny dorobku naukowego i pracy zatytułowanej Mechanizmy językowe w przekładzie związków frazeologicznych (na materiałach języka polskiego i słowackiego). Objęła funkcję profesora nadzwyczajnego w  Instytucie Bibliotekoznawstwa i Informacji Naukowej, a także w Instytucie Filologii Polskiej na Wydziale Humanistycznym Uniwersytetu Marii Curie-Skłodowskiej w Lublinie.

## Publikacje
- Współczesne zapożyczenia z zakresu mody[2]
- 2001: Miejsce przysłów w tekstach o modzie[2]
- 2003: Określenia z zakresu mody, motywowane nazwami geograficznymi, etnicznymi i kulturowymi[2]
- 2005: Ideał kobiecego ciała z perspektywy tekstów o modzie[1][2]